# The Naked and Famous
The Naked and Famous es una banda indie rock originaria de Auckland, Nueva Zelanda. El grupo fue formado el año 2008, cuando Thom Powers y Alisa Xayalith grabaron dos EPs con el ingeniero Aarón Short, un compañero de estudios en el MAINZ music college de Auckland, y que posteriormente fueron publicados por un sello local independiente. Powers y Xayalith comenzaron a realizar presentaciones en vivo con Ben Knapp (bajo) y Jordan Clark (batería).

## Historia
En 2009, el grupo grabó el sencillo All of This. Aaron Short se convirtió en un miembro del grupo y Jesse Wood (batería) y David Beadle (bajo) se unieron a la banda como miembros a tiempo completo.
Luego, el grupo se dedicó a la grabación del sencillo Young Blood y de su álbum debut, que en gran parte fue grabado en casa y en un estudio de Auckland; éste fue lanzado bajo el título Passive Me, Aggressive You el 6 de septiembre de 2010 con su propio sello. El álbum fue producido por Thom Powers y Aaron Short y mezclado por Billy Bush.
El 6 de diciembre de 2010, la BBC anunció que The Naked and Famous había sido nominado para el Sound of... 2011.
En 2011, fueron nominados un total de seis veces en el New Zealand Music Awards por Álbum del año, Sencillo del año, Mejor grupo, Artista revelación del año, Mejor álbum alternativo y Premio del público.
El 28 de febrero de 2013, la banda anunció la publicación de One Temporary Escape, una película de un concierto en vivo en The Warfield, San Francisco.
Para su siguiente álbum In Rolling Waves, la banda se muda a Los Ángeles, y se terminan instalando en un Luarel Canyony luego a Echo Park.El álbum ingresó en el Billboard 200 en el puesto N°48.
The Naked and Famous se presentaron en el festival Coachella en el 2014, donde contaron con una gran asistencia y buena recepción por parte del público. El día 20 de noviembre de 2014, la banda anunció por sus redes sociales que empezaría atrabajar en su tercer álbum. En marzo del 2016, la banda se presentó en Wanderland Music and Arts Festival en Manila.

## Discografía
Álbumes de estudio
- 2010: Passive Me, Aggressive You
- 2013: One Temporary Escape
- 2013: In Rolling Waves
- 2016: Simple Forms
- 2018: A Still Heart

EP
- 2008: This Machine
- 2008: No Light

### Sencillos
| Año  | Sencillo              | Mejor posición en listas | Mejor posición en listas | Mejor posición en listas | Mejor posición en listas | Mejor posición en listas | Mejor posición en listas | Mejor posición en listas | Certificaciones | Álbum                      |
| Año  | Sencillo              | NZ                       | AUS                      | AUT                      | CAN Alt                  | ALE                      | UK                       | US Alt                   | Certificaciones | Álbum                      |
| ---- | --------------------- | ------------------------ | ------------------------ | ------------------------ | ------------------------ | ------------------------ | ------------------------ | ------------------------ | --------------- | -------------------------- |
| 2009 | "All of This"         | —                        | —                        | —                        | —                        | —                        | —                        | —                        |                 | Passive Me, Aggressive You |
| 2010 | "Young Blood"         | 1                        | 16                       | 53                       | 10                       | 30                       | 64                       | 9                        | - NZ: Platino   | Passive Me, Aggressive You |
| 2010 | "Punching in a Dream" | 11                       | 82                       | —                        | 16                       | —                        | 139                      | 18                       |                 | Passive Me, Aggressive You |
| 2011 | "Girls Like You"      | —                        | —                        | —                        | —                        | —                        | —                        | —                        |                 | Passive Me, Aggressive You |
| 2011 | "No Way"              | —                        | —                        | —                        | —                        | —                        | —                        | —                        |                 | Passive Me, Aggressive You |

### Videos musicales
- Serenade
- Birds
- All of This
- Young Blood
- Punching in a Dream
- Girls Like you
- No Way
- The Sun
- Hearts Like Ours
- I Kill Giants

## Premios y nominaciones
| Año  | Organización             | Trabajo                    | Premio                               | Resultado |
| ---- | ------------------------ | -------------------------- | ------------------------------------ | --------- |
| 2010 | APRA Silver Scroll       | Young Blood                |                                      | Ganador   |
| 2010 | New Zealand Music Awards | Passive Me, Aggressive You | Gravity Coffee Critics' Choice Prize | Nominado  |
| 2011 | New Zealand Music Awards | Passive Me, Aggressive You | MAINZ al Mejor Productor             | Ganador   |
| 2011 | New Zealand Music Awards | Passive Me, Aggressive You | MAINZ al Mejor Ingeniero             | Ganador   |
| 2011 | New Zealand Music Awards | Passive Me, Aggressive You | Álbum del año                        | Ganador   |
| 2011 | New Zealand Music Awards | Passive Me, Aggressive You | Mejor álbum alternativo              | Ganador   |
| 2011 | New Zealand Music Awards | Young Blood                | Sencillo del año                     | Ganador   |
| 2011 | New Zealand Music Awards | The Naked and Famous       | Mejor banda                          | Ganador   |
| 2011 | New Zealand Music Awards | The Naked and Famous       | Artista Revelación                   | Ganador   |
| 2011 | New Zealand Music Awards | The Naked and Famous       | People's Choice Award                | Nominado  |

## Miembros
- Alisa Xayalith (voz y teclado)
- Thom Powers (voz y guitarras)
- David Beadle (batería)

## Antiguos miembros
- Aaron Short (electrónica)
- Jesse Wood (bajo)